# Суперкубок Ісландії з футболу 1971
Суперкубок Ісландії з футболу 1971 — 3-й розіграш турніру. Матчі відбувалися навесні 1971 року між трьома найсильнішими командами Ісландії сезону 1970. Суперкубок Ісландії здобув «Фрам».
| Володар Суперкубка Ісландії 1971 |
| -------------------------------- |
|                                  |
| Фрам Перший титул                |

## Формат
У турнірі взяли участь три найкращі команди Ісландії сезону 1970:
- Чемпіон Ісландії  — «Акранес»
- Віце-чемпіон Ісландії та володар Кубка Ісландії  — «Фрам»
- Бронзовий призер чемпіонату Ісландії — «Кеплавік»

## Турнірна таблиця
| М  | Команда  | І | В | Н | П | МЗ | МП | РМ  | О |
| -- | -------- | - | - | - | - | -- | -- | --- | - |
| 1. | Фрам     | 4 | 2 | 2 | 0 | 14 | 2  | +12 | 6 |
| 2. | Кеплавік | 4 | 2 | 1 | 1 | 7  | 10 | −3  | 5 |
| 3. | Акранес  | 4 | 0 | 1 | 3 | 5  | 14 | −9  | 1 |

## Результати
| Команда  | КЕП | ФРА | АКР |
| -------- | --- | --- | --- |
| Кеплавік |     | 0:5 | 2:1 |
| Фрам     | 1:1 |     | 0:0 |
| Акранес  | 3:4 | 1:8 |     |